# Aeródromo Militar Campo de Mayo
El Aeródromo Militar Campo de Mayo es una estación aérea militar perteneciente al Ejército Argentino. Se localiza en Campo de Mayo, Partido de San Miguel, Provincia de Buenos Aires. Sirve principalmente a la Agrupación de Aviación de Ejército 601 del Ejército Argentino.

## Guarnición
- Agrupación de Aviación de Ejército 601 (Agr Av Ej 601)[3]
- Batallón de Helicópteros de Asalto 601 (B Helic Asal 601).[4][5]
- Batallón de Aviación de Apoyo de Combate 601 (B Av Apy Comb 601).[6][5]
- Escuadrón de Aviación de Exploración y Ataque 602 (Esc Av Expl Atq 602).[7][5]
- Escuadrón de Aviación de Apoyo 604 (Esc Av Apy 604).[8]
- Batallón de Abastecimiento y Mantenimiento de Aeronaves 601 (B Ab Mant Aeron 601).[9]
- Escuela de Aviación del Ejército «Coronel Arenales Uriburu» (Ec Av Ej).[5]
- Museo de la Aviación de Ejército.[5]

### Unidades disueltas
- Escuadrón de Aviación de Apoyo de Inteligencia 601 (Esc Av Apy Icia 601).[10]
- Escuadrón de Aviación de Apoyo General 603 (Esc Av Apy Grl 603).